# Fahrzeugwerkstätten Falkenried
Die FFG Fahrzeugwerkstätten Falkenried GmbH ist ein Tochterunternehmen des Verkehrsunternehmens Hamburger Hochbahn AG (HHA) (seit dem 19. Juni 1968, vorher war Falkenried als Hauptwerkstatt für Straßenbahn und Bus Teil des Unternehmens). Sie ist für das HHA-Busflottenmanagement und die Fahrzeuginstandhaltung einschließlich Umbauten und Lackierungen des Straßenfahrzeug-Fuhrparkes der HHA zuständig. Auch die Servicetechnik für Fahrtreppen, Aufzüge, Schranken und Toranlagen und Beschilderungen übernimmt die FFG.
Außerdem betreibt sie Fahrzeugbau für Sonderfahrzeuge wie Catering- und Ambulanz-Hubfahrzeuge und Vorfeld-Fahrzeuge auf Flughäfen.
Der Sitz der FFG befindet sich seit 1999 im Gewerbegebiet am Lademannbogen in Hamburg-Hummelsbüttel. Die weiteren Betriebswerkstätten Langenfelde, Alsterdorf (City Nord), Wandsbek, Harburg und Billbrookdeich sind an die Bus-Betriebshöfe der Hamburger Hochbahn AG angegliedert.

## Geschichte

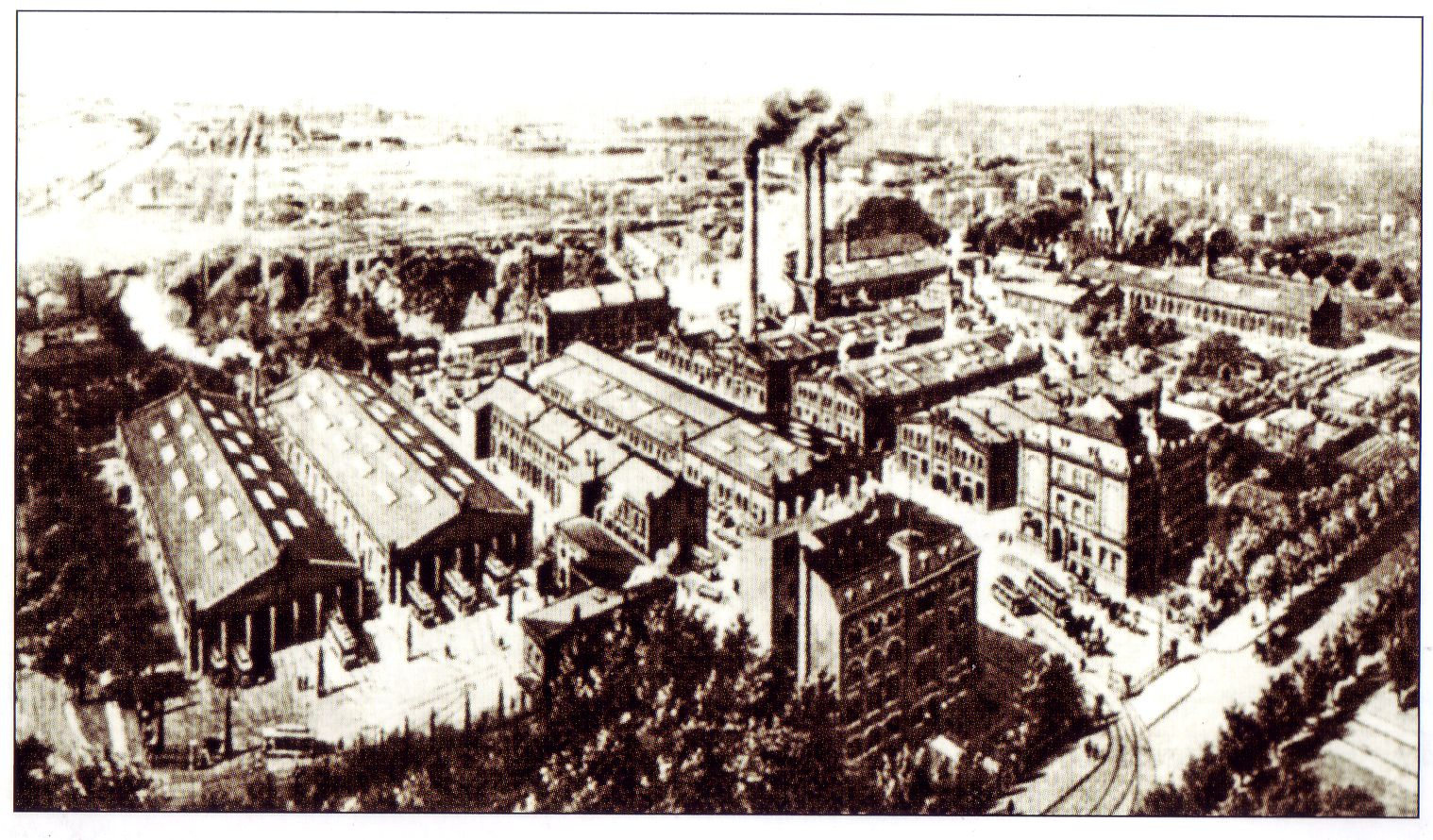
SEG-Werkstätten Falkenried um 1900

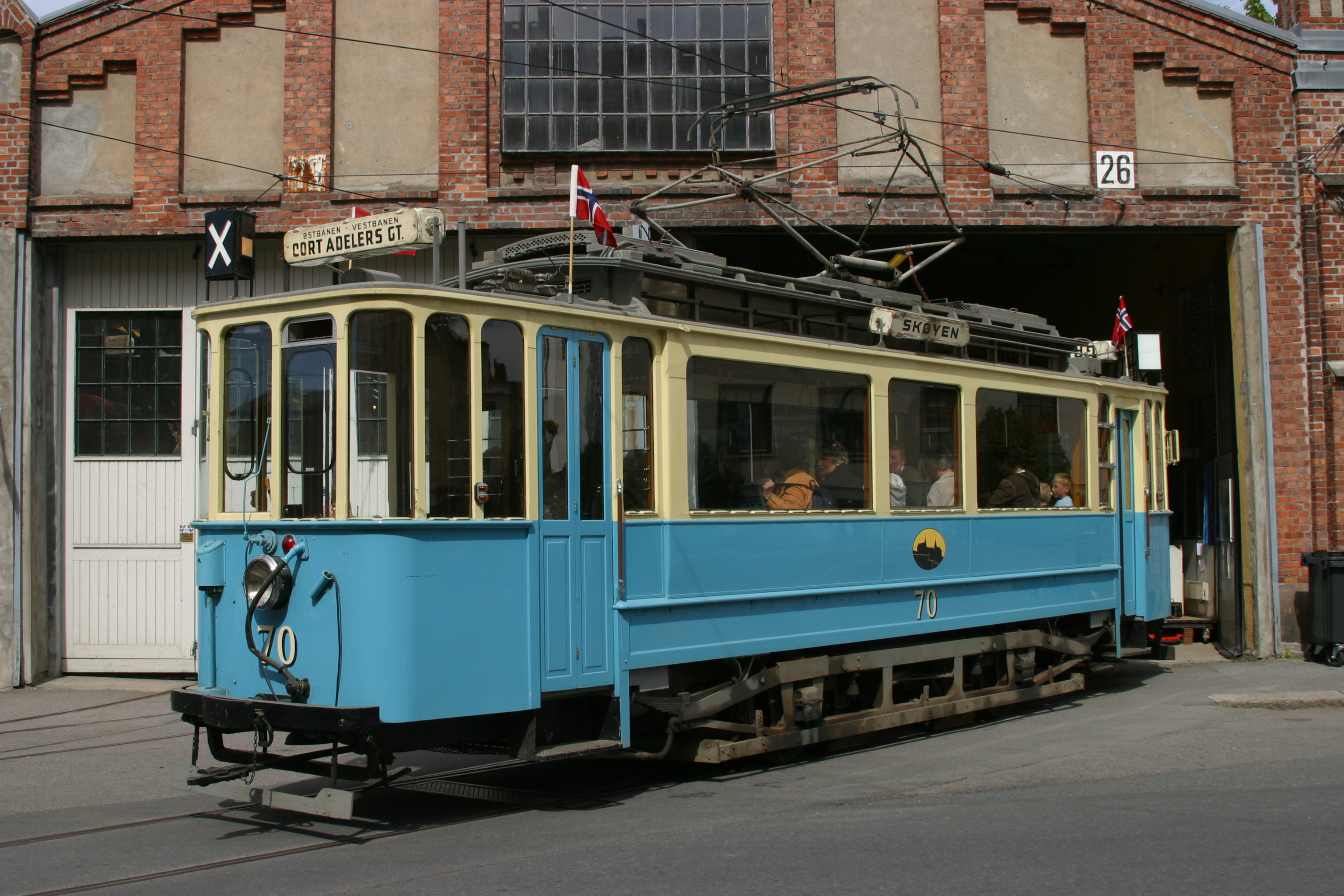
Ein Museumsstraßenbahnfahrzeug in Oslo, Baujahr 1913, Foto 2005

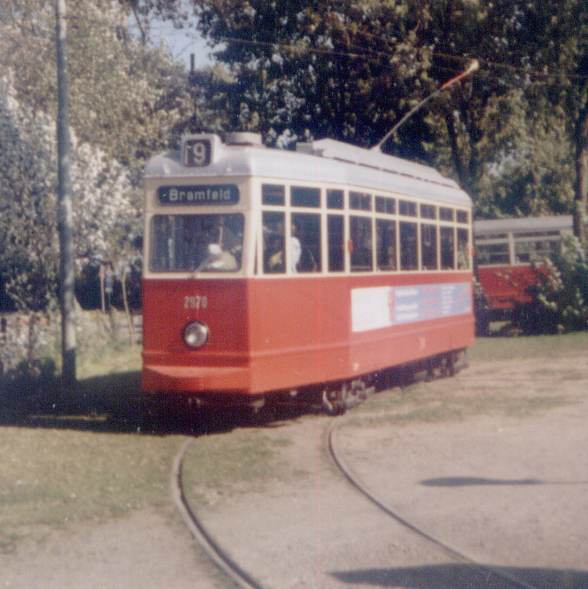
Vierachsiger Triebwagen V3 vom Ende der 1930er Jahre, Foto 2007

Die Geschichte der Fahrzeugwerkstätten begann 1880 mit der Gründung der Straßen-Eisenbahn-Gesellschaft (SEG) in Hamburg. Da die benötigten neuen Pferdebahnwagen für den schnell weiter ausgebauten Straßenbahnbetrieb nicht immer termingerecht von Waggonbauanstalten geliefert werden konnten, entschloss sich die SEG, selbst einen Teil der benötigten Wagen zu bauen. Dazu wurde 1885 am Betriebshof Wendemuth in Wandsbek eine Werkstatt eingerichtet. Diese genügte den Anforderungen bald nicht mehr, eine Vergrößerung war dort nicht möglich. Deshalb eröffnete die SEG am 11. November 1892 in Hamburg-Eppendorf (heute: Hamburg-Hoheluft-Ost) an der Straße Falkenried auf einem neu erworbenen, 10 Hektar großen Gelände zwischen Lehmweg, Hoheluftchaussee, Eppendorfer Weg und Falkenried einen Betriebshof mit Werkstätten zur Ausbesserung. Auch 300 Pferde der Pferdebahn hatten hier zunächst ihren Stall. Nach dem Bau eines Maschinenhauses mit einem 35 Meter hohen Schornstein, einer Wagenbauwerkstatt und einer Lackierhalle wurden hier 300 Arbeiter beschäftigt. Sie führten auch den serienmäßigen Neubau von Straßenbahnwagen durch, die zu dieser Zeit wegen der erfolgenden Elektrifizierung der Straßenbahnen erforderlich waren.

### Waggonbau und Hauptwerkstatt
Ab November 1894 wurden elektrische Straßenbahnwagen für Hamburg gebaut. Bereits 1895 wurden täglich vier Straßenbahn-Triebwagen fertiggestellt, rund 330 Handwerker waren dort beschäftigt. Die Qualität der Wagen wurde auf der Deutschen Städteausstellung 1903 in Dresden gewürdigt, ein von der SEG in Falkenried produzierter Wagen erhielt die Silbermedaille. Die SEG-Werkstatt Falkenried fungierte als Waggonbauanstalt, für Verkehrsgesellschaften verschiedener Städte wurden weitere Straßenbahnwagen, mit elektrischer Ausrüstung von UEG oder Siemens, geliefert, so beispielsweise 1897, 1899, 1913/1914 und 1925 an die Kristiania Elektriske Sporvei. Weitere Kunden waren unter anderem: Aachen, Altona/Elbe, Amsterdam, BESTAG, Blankenese, Frankfurt, Heidelberg, Innsbruck, Kiel, Köln, Kopenhagen (Dänemark), Magdeburg, Mannheim, Moskau (Russland), Spandau–Nonnendamm, Staßfurt, Valparaíso (Chile), Warschau (Polen), Wiesbaden, Worms, Wuppertal, auch nach Australien wurde geliefert.
Auch für die Cöln-Bonner Rheinuferbahn, die Berliner Hoch- und Untergrundbahn (ab 1904) und die Hamburger Hochbahn (80 Wagen 1911/1912) wurden Fahrzeuge hergestellt. Für die Hamburger Hochbahn folgten zwei weitere Serien mit 80 bzw. 50 Wagen. Im Jahr 1914 wurde das insgesamt 6000. Fahrzeug fertiggestellt. Infolge des Ersten Weltkrieges erfuhr der Waggonbau eine Unterbrechung, allerdings wurden Lazarett- und Sanitäts-Aufbauten auf Fahrgestelle damaliger Lastkraftwagen aufgebaut.
Mit der Übernahme der SEG 1918 durch die Hamburger Hochbahn AG kamen auch die Falkenried-Werkstätten zur HHA. Von 1918 bis 1928 wurden bei Falkenried 105 Triebwagen und 100 (von insgesamt 510 beschafften) Beiwagen der Straßenbahn sowie 38 (von 203) beschafften Hochbahn-Triebwagen gebaut. Ende 1928 war Falkenried als Hauptwerkstatt für 1940 Straßenbahnfahrzeuge, 112 Kraftomnibusse und Busanhänger sowie 167 sonstige Fahrzeuge der HHA zuständig. Neben Beseitigung von Schäden und Grundüberholungen wurden in beschränktem Umfang auch noch Straßenbahn- und Hochbahnwagen gebaut. Anfang 1929 waren dafür 505 Handwerker in Falkenried beschäftigt: 171 in der Schlosserei, 97 in der Werkstatt für Holzbearbeitung, 85 in der Lackiererei/Malerei, 51 in der elektrischen Abteilung, 9 in der Glaserei, 8 in der Sattlerei, 7 im Magazin sowie 3 für den Maschinenbau und 13 Arbeiter für allgemeine Zwecke, dazu kamen 54 in der Schneiderei, Schuhmacherei und der Kleiderkammer für die Uniformen des HHA-Personals.
Zwischen 1926 und 1930 wurden bei laufendem Betrieb die Werksanlagen nach und nach vollkommen erneuert. Dabei wurde das Gelände von 30.500 m² auf 43.600 m² erweitert, davon wurden 33.200 m² bebaut. Die vor den Wagenhallen liegenden Drehscheiben wurden durch Schiebebühnen ersetzt. Damals musste die nutzbare Länge dieser Schiebebühnen nur für die in den 1920er Jahren gebauten – für die heutige Zeit relativ kurzen – V2-Wagen ausreichen. Zur Vergrößerung des Fassungsvermögens, Steigerung des Komforts und Verbesserung des Personalwirkungsgrades wurden ab 1937 weitere vierachsige Drehgestell-Straßenbahnwagen entwickelt und bei der HHA eingesetzt. Dabei bestimmte die Länge der Schiebebühnen den maximalen Abstand der äußeren Radsätze der beiden Drehgestelle. Dadurch waren die in Hamburg eingesetzten Vierachser mit recht engem Drehzapfen-Abstand versehen.
1935 wurden U-Bahn-Wagen in Stahlbauweise (anstatt mit Holzgerippe) produziert. Falkenried war Hauptwerkstatt für die rund 1600 Personen- und 165 Arbeitsfahrzeuge sowie 130 Omnibusse der HHA. Fahrzeuge wurden nur noch vereinzelt gebaut.

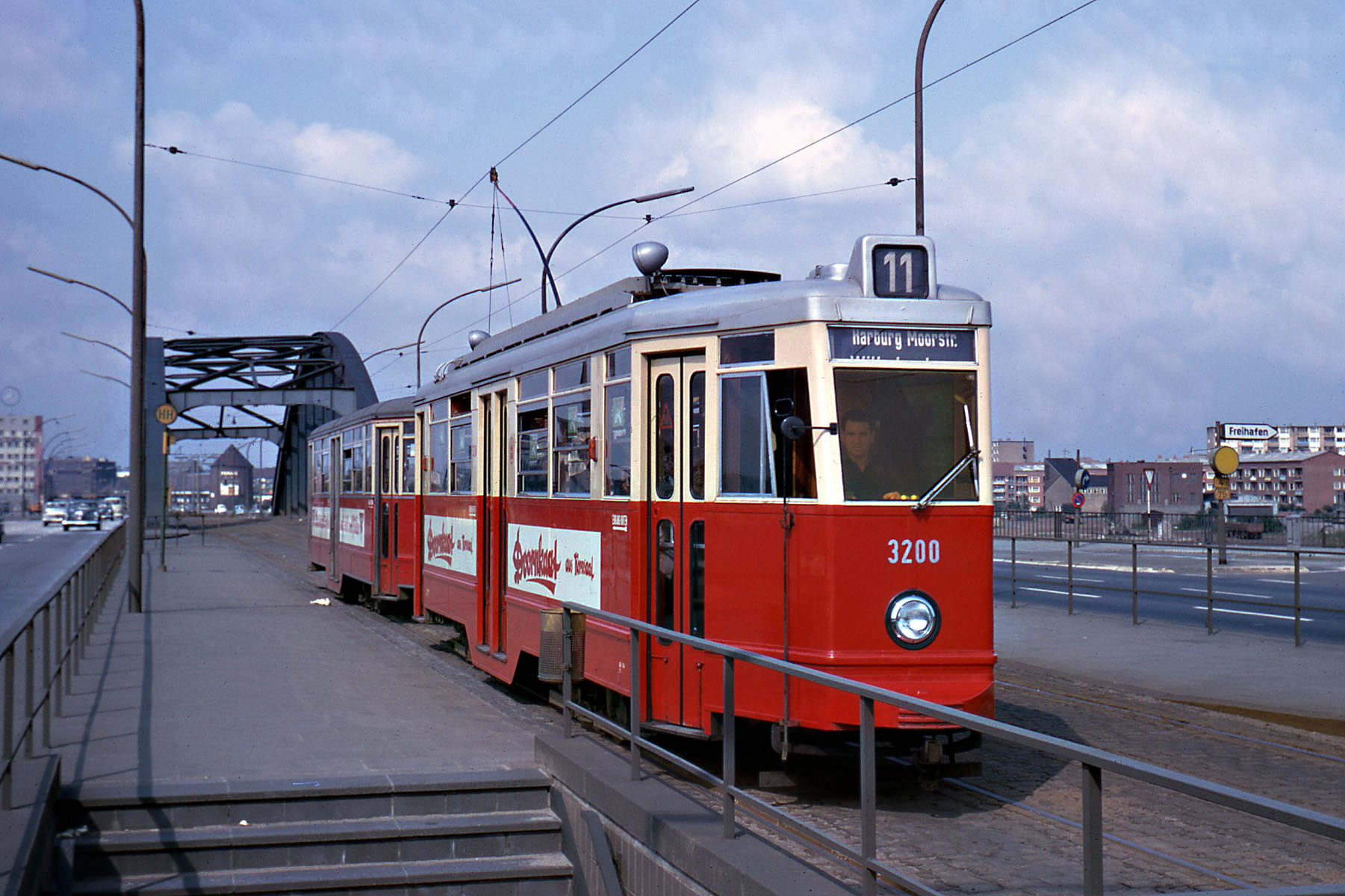
V7-Triebwagen und -Beiwagen bei den Norderelbbrücken, etwa 1964

Im Zweiten Weltkrieg erlitten die Falkenried-Werkstätten bis auf eine ausgebombte Halle keine großen Schäden. Allerdings waren von den 1600 Straßenbahnwagen der HHA nur noch rund 1000 übrig. Stark beschädigte (ausgebrannte) U-Bahn-Wagen der HHA wurden neu aufgebaut (TU1, zunächst B-Wagen genannt). 1947 wurde die Entwicklung von vierachsigen Straßenbahnwagen weitergeführt: ab 1949 wurden die Großraumwagen V6 und V7 – neben anderen Waggonbauunternehmen – von Falkenried gebaut. Bei den V7-Beiwagen wurde verstärkt der Werkstoff Aluminium für tragende Teile eingesetzt. Die Anzahl der Beschäftigten zur Zeit des U-Bahn- und Straßenbahn-Wagenbaus lag Anfang der 1950er Jahre bei 900, ging danach aber zurück. Ab 1958 erfolgte der Bau der neuen U-Bahn-Doppeltriebwagen-Typs DT 1 bei der Waggonfabrik Uerdingen, nur noch an der Entwicklung war Falkenried beteiligt. Auch an der Entwicklung des völlig neuartigen Typs DT 2, der auch unter dem Gesichtspunkt Gewichtseinsparung entworfen wurde, war Falkenried beteiligt. Bei der Gestaltung wirkte die Hochschule für Gestaltung in Ulm mit Prof. Herbert Lindinger mit, gebaut wurden sie bei Linke-Hofmann-Busch (LHB) in Salzgitter mit elektrischer Ausrüstung von Kiepe Elektrik.

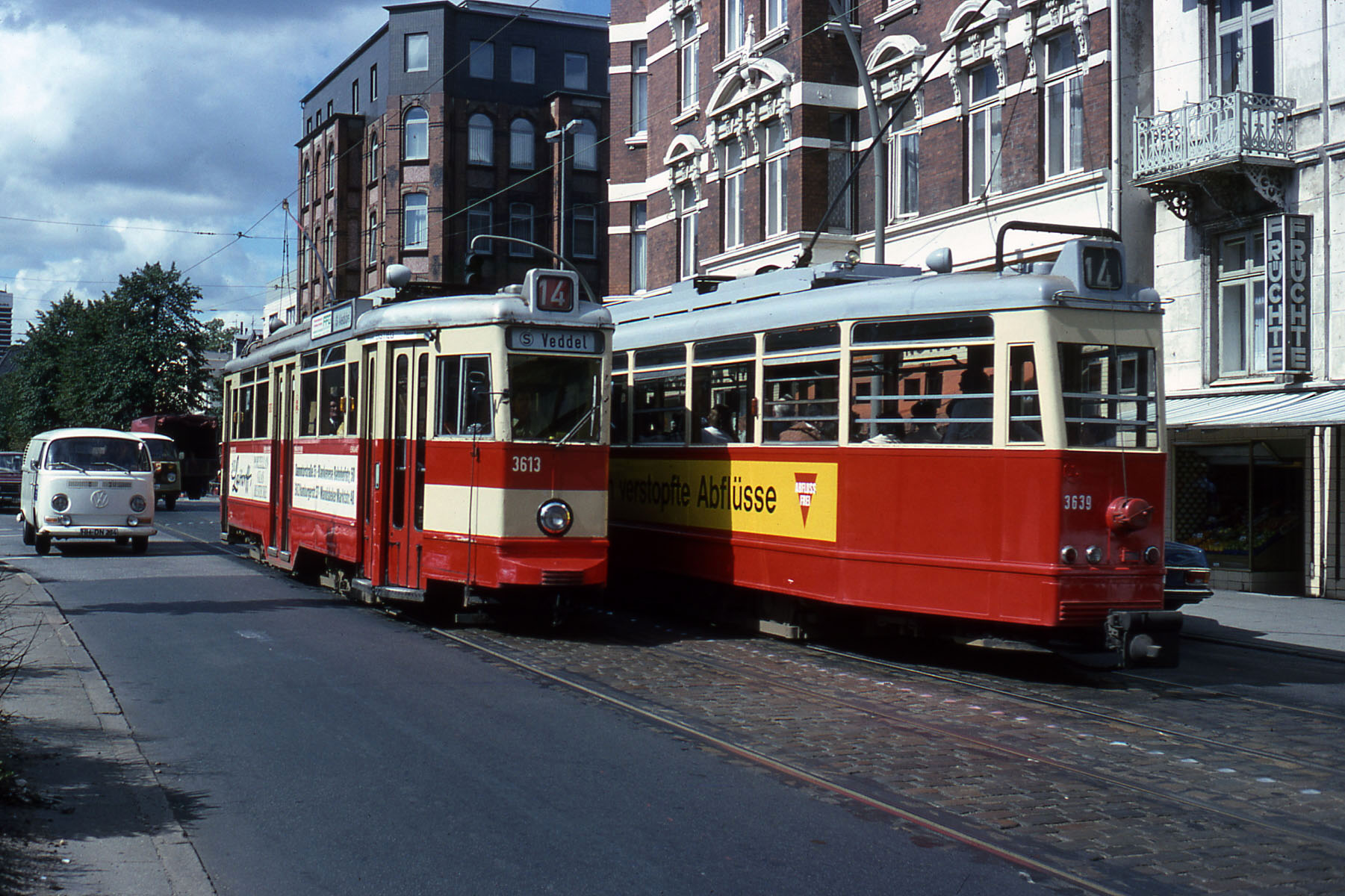
Zwei V6-Triebwagen von Falkenried 1951/52 gebaut, 1966 auf Einmannbetrieb umgebaut (Foto: Mitte der 1970er Jahre)

Die Falkenried-Werkstätten dienten weiter als Hauptwerkstatt für die Straßenbahn, die nun keine maßgeblichen wagenbaulichen Neukonstruktionen mehr erforderte, da die Straßenbahn in Hamburg als „Auslaufmodell“ galt. Dennoch fanden neben ständigen Modernisierungen des Wagenparks auch größere Umbaumaßnahmen statt, z. B. die Umstellung der Fahrgastabfertigung von Schaffnerbetrieb auf Einmannwagen. So wurden 1965–1968 die Einstiege (zwei nebeneinander liegende Türen) der Großraum-Triebwagen V7 und V6 (in dieser Reihenfolge) von hinten nach vorn verlegt, die verbleibenden drei Ausgangstüren mit Trittkontakten und Türöffnungsknöpfen für Fahrgäste versehen, zusätzliche Sicherheitseinrichtungen eingebaut, die Fahrerkabine für Fahrscheinverkauf umgebaut und mit der Türbedieneinrichtung ausgerüstet. Bei den V6-Triebwagen wurden dazu die vorher vorhandenen Schiebetüren durch aufwändige Konstruktionen auf elektrische Drehschwenktüren (wie bei den V7-Wagen) umgebaut. Die Beiwagen behielten ihren festen Schaffnerplatz beim hinteren Einstieg, auch die Türen blieben erhalten. Lediglich bei einem V7-Beiwagen (dann 4384) wurde ein Versuch für schaffnerlosen Betrieb ausgeführt.
Bis 1978 wurde an Schienenfahrzeugen gearbeitet, insbesondere Straßenbahnwagen, vereinzelt auch (AKN-)Schienenbusse und sogar S-Bahn-Wagen, wurden generalüberholt bzw. hauptuntersucht. Mit dem Auslaufen der bisherigen Hauptaufgabe Straßenbahn-Hauptwerkstatt wurde Kapazität für andere Aufgaben frei. Diese wurde im Bereich Lkw-Reparatur und Entwicklungen für Verbesserungen beim Linienbus gefunden.
Im Jahr 1976 waren rund 400 Personen bei der FFG beschäftigt, die Handwerkergruppen umfassten 18 Berufe vom Schlosser bis zum Elektroniker.

### Straßenfahrzeug-Entwicklung, Bau und Reparatur

#### Linienbus-Entwicklung
Bereits 1903 fertigte die Falkenried-Werkstatt ihren ersten Decksitzer-Busaufbau auf ein AEG/NAG-Chassis.
Neben von anderen Aufbauherstellern karosserierten Omnibussen kaufte die HHA auch Chassis, die von den Falkenried-Werkstätten mit Aufbauten versehen wurden. 1929/1930 baute Falkenried 15 Aufbauten auf dreiachsige Büssing Niederrahmen-Fahrgestelle auf. Nach dem Zweiten Weltkrieg (1946) karosserierte Falkenried 13 kleinere Omnibus-Fahrgestelle Daimler-Benz LO 2600, 1948/1949 wurden 18 Büssig-NAG 5000 T Trambus-Fahrgestelle mit Frontmotor von Falkenried mit Frontlenker-Aufbauten aus Leichtmetall versehen, die 29 Sitz- und 32 Stehplätze boten. Seit den 1950er Jahren beschafft die HHA hauptsächlich bereits fertige Omnibusse, die zunehmend von der Industrie angeboten wurden.
Nachdem der Senat der Stadt Hamburg Mitte der 1950er Jahre beschloss, die Straßenbahn durch das System des gebrochenen Verkehrs mit U-Bahn und Omnibus zu ersetzen, wendete sich der Blick noch mehr auf den Omnibusbau. Durch HHA-Abteilungsleiter Technik O.W.O. Schultz wurden Ende der 1950er Jahre Kriterien für Bushersteller erarbeitet, wonach die Busse u. a. folgende Eigenschaften aufweisen sollten: große Fahrtzielanzeigen (Rollbänder mit dreiteiliger Liniennummer) vorn, rechts und hinten, hochgezogene Auspuffrohre am Heck, hohes Dach (wg. der Innenhöhe), Falttüren, die mit der Außenwand bündig abschließen (wg. automatischer Waschanlage) und (leicht) schräg gestellte Windschutzscheiben (wg. Blendungsfreiheit innen). Nach diesen Kriterien bauten die Bushersteller Büssing, Magirus-Deutz und MAN/Krauss-Maffei als „Typ Hamburg“ zumindest Prototypen und stellten sie der HHA zum Test zur Verfügung. In der Folge bestellte die HHA in den 1960er Jahren mehrere Serien des modifizierten Modells Magirus-Deutz Saturn II (später als 150 S 10 bezeichnet) und zwei Serien des Büssing 11 R/U 7 H in „Typ-Hamburg“-Ausführung in Dienst. Aus dem MAN/Krauss-Maffei-Prototyp entwickelten die Bayern den Metrobus.
Ab 1966 wurde durch den Arbeitskreis Standard-Linienbus innerhalb des VÖV ein Lastenheft für einen Linienbus mit vereinheitlichten Maßen (sog. VÖV-Standard-Linienbus) aufgestellt, wofür Falkenried ein 1:1-Holzmodell herstellte, an dem die Ideen und Maße getestet werden konnten. Auf der Basis des Standardbusses (Typ Mercedes-Benz O 305) wurden bereits 1969 für die Hamburger Feuerwehr zwei Großraumrettungswagen entwickelt und umgebaut, später folgten weitere.

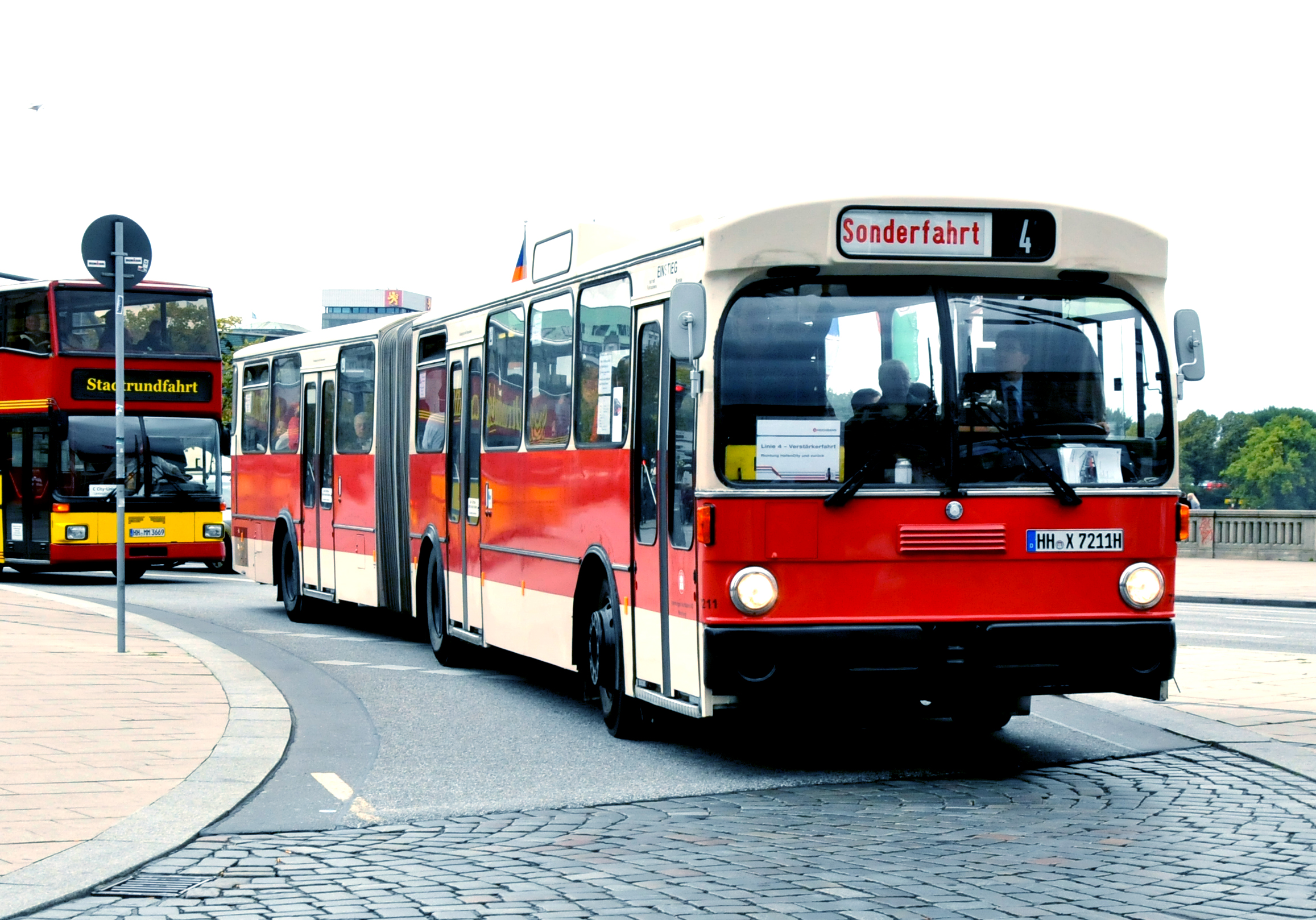
Mercedes-Benz O 305 G Schubgelenkbus mit der von der FFG entwickelten Knickwinkelsteuerung

Zur weiteren Verbesserung der Stadtbusse, vor allem der Einstiegsverhältnisse, wurden verschiedene Entwicklungen betrieben, u. a.:
- 1971/1972 wurde ein 9,57 m langer Magirus-Deutz Standardbus 170 S 10 H mit 4,5 m Achsstand grundlegend zum „Urbanbus“ umgebaut. Der Unterwagen wurde neu gebaut, die Räder mit Reifengröße 10 R 15 versehen. Dadurch wurde der Raddurchmesser auf 765 mm verringert (anstatt 1055 mm), so dass die Fußbodenhöhe nur noch 540 mm betrug und die beiden Einstiege nur noch eine einzige Stufe von 200 mm im Wagen aufwiesen. Der Bus hatte nun 36 Sitz- und 55 Stehplätze, wurde hellblau lackiert, erhielt Fallblattanzeiger anstatt Rollbänder und einen Daimler-Benz-Dieselmotor.[17]
- 1974/1975 wurde mithilfe eines Mercedes-Benz O 305 Standardbus-Hinterteils der erste Schubgelenkbus gebaut. Dazu wurde der Urbanbus mit den kleinen Rädern und niedrigem Fußboden auf den Standard-Radstand von 5,6 m verlängert und ohne das Heck als nicht angetriebener Vorderwagen genutzt. Diese Zusammenstellung wurde damals als „Niederflur-Gelenkbus“ bezeichnet, heute gilt seine Fußbodenhöhe von 540 mm (anstatt 940 mm bei früheren Gelenkbussen) nicht mehr als niederflurig.

Zur Verwirklichung des Schubgelenkbusses stellte die FFG 1975 mit finanzieller Unterstützung des BMFT die beim HHA-Tochterunternehmen Hamburg-Consult entwickelte, durch Patent geschützte Knickwinkelsteuerung vor, deren Lizenz 1977 von Daimler-Benz für die Herstellung des ersten vollständig im eigenen Werk gefertigten Gelenkbustyps O 305 G genutzt wurde. Der erste Mercedes-Benz O 305 G wurde 1977 von der FFG aus zwei Serien-O-305-Standardbussen (HHA 1768+1769) zusammengesetzt und mit dem neuen Gelenk versehen.
Auch die Entwicklung des VÖV-Standard-Linienbus II fand zusammen mit der Hochbahn-Tochter Hamburg-Consult und dem VÖV bei der FFG statt. Der Prototyp „VÖV-Bus II“ (1976) erhielt ebenfalls die „55-%-Bereifung“ zur Absenkung der Fußbodenhöhe wie bereits Urbanbus und der vordere Teil des „Niederflur“-Schubgelenkbusses von 1975. Auch der Standard-Überlandbus II (Prototyp „Ü 80“, 1979) wurde, wieder mit finanzieller Unterstützung des BMFT, konstruiert und hergestellt. Für die – sehr kantig ausgefallene – Karosserie wurde hierbei ausgiebig die Klebetechnik verwendet, auch für die Fenster, wobei die erste Seitenscheibe zur Vermeidung des Beschlagens doppelt verglast wurde. Auch die Nullserie „S 80“ für Daimler-Benz mit elf Bussen wurde von der FFG hergestellt (1979) und davon sechs bis 1985 bei der HHA getestet. Dabei wurde an den einzelnen Bussen unterschiedliche Komponenten erprobt: bei Wagen 1985–1987 verschiedene elektronische Fahrgastinformationssysteme, bei Wagen 1987 außerdem eine Absenkvorrichtung und ein automatisches Betankungssystem, bei Wagen 1988 beleuchtbare Außenwerbeflächen an den seitlichen Dachkanten. Neben den S-80-Prototypen für Daimler-Benz wurde der von Magirus-Ingenieuren konstruierte Ü-80-Prototyp M 240 L 118 mit querstehendem luftgekühlten Deutz-Heckmotor für Iveco-Magirus gebaut.
Eine ähnliche Busfamilie (Stadtbus [KC], Überlandbus [KE] und Doppeldeckerbus [KD]) wurde 1978/1979 für das staatliche irische Busunternehmen CIÉ entwickelt und 1980 die Prototypen dazu geliefert. 1981 folgten zwei Schulbusse für den ländlichen Verkehr [KR] und ein Minibus für die Behindertenbeförderung mit Tür an der Front neben dem Fahrerplatz. Alle diese Prototypen waren Rechtslenker für den in Irland bestehenden Linksverkehr. Bis auf den Minibus dienten die Prototypen als Vorlage für den Serienbau dieser Busse. Dafür wurde von der kanadischen Bombardier und der US-amerikanischen General Automotive Corporation (GAC) aus Michigan ein neues Joint-Venture gegründet. Bombardier verkaufte bald seinen 51-%-Anteil an der zunächst Bombardier (Ireland) Ltd genannten Firma an GAC, so entstand die GAC (Ireland) Ltd, die diese Busse ab Ende 1980 bis Mitte der 1980er Jahre in einer ehemaligen Piano-Fabrik in Shannon (Irland) mit Fahrwerks- und Antriebskomponenten anderer Hersteller baute.
Mit dem anderen HHA-Tochterunternehmen Hamburg-Consult (HC) und der Studiengesellschaft Nahverkehr (SNV) erfolgten enge Zusammenarbeiten, z. B. ab 1979 beim Telebus-Projekt (Behindertenbeförderungssystem – wieder vom BMFT gefördert – mit absenkbaren Midibussen mit vorn stehendem Motor), das wagenbaulich anschließend von Auwärter Neoplan verwirklicht wurde und in Berlin als N 905 bzw. N 906 T Anfang der 1980er Jahre gebaut wurde und zur Anwendung kam. Der anschließend konstruierte Telebus II war so gestaltet, dass sein gesamter Aufbau innerhalb von 15 Sekunden auf das Niveau der Straße abgesenkt und innerhalb von 20 Sekunden wieder angehoben werden konnte. Dieser Bus hatte je eine Front- und eine Seiten-Schwenkschiebetür, wodurch Rollstühle mithilfe von Überfahrrampen hinein und heraus gefahren werden konnten.
Aus einem Standard-Überlandbus Ü 80 wurde 1982/1983 ein spezieller Reisebus für Fahrgäste mit Rollstühlen entwickelt und umgebaut. Dazu wurden raumsparende Rollsitze geschaffen, die an einer ausklappbaren schrägen Gleitschiene hängend durch die Vordertür ins Wageninnere gehoben wurden. In den Bus wurde ebenfalls eine Toilette eingebaut, es konnten 24 Gehbehinderte in Rollsitzen befördert werden. Der Bus wurde an die Südwestdeutsche Eisenbahn (SWEG) für den Arbeiter-Samariter-Bund (ASB) übergeben.
Nachdem bereits 1969 aus den USA eine Chassis-Rahmenrichtanlage mit zwei Plätzen zur Reparatur von verunfallten Lkw beschafft wurde und Magirus-Deutz-Lkw repariert wurden, begann 1977 auch die Ersatzteilfertigung für die Mercedes-Benz AG, später wurde auch die Serienfertigung von Komponenten wie Lkw-Türen durchgeführt.
Ein weiterer Großraumrettungswagen für die Hamburger Feuerwehr auf Basis des Mercedes-Benz O 305 wurde auf der Internationalen Verkehrsausstellung IVA 79 in Hamburg ausgestellt.
1995 wurden Umbaumaßnahmen zur Zweitnutzung von Bussen durchgeführt: Umbau zu einem Doppeldeckerbus für Stadtrundfahrten, Innenausbau eines Busses für Wahlveranstaltungen.

#### Entwicklung und Bau von Sonderfahrzeugen
Seit 1973 werden bei der FFG auch Sonderfahrzeuge produziert bzw. aus Serienfahrzeugen solche umkonstruiert. Neben einem Schienenreinigungsfahrzeug für die Straßenbahn (1973) und der Fertigung eines Wagenkastens für die Magnetschwebebahn Transrapid (1978) wurden ab 1982 Catering-Hubfahrzeuge entwickelt und gefertigt. 1988 folgte die Entwicklung und Fertigung von Gepäckförderwagen für den Flughafen, 1990 die erste selbstfahrende vollverkleidete Fluggasttreppe. Die Zertifizierung des Qualitätsmanagements begann 1993, im Jahr 2000 erfolgte die Umstellung der Konstruktion auf 3D-CAD-Software. Insbesondere für den Flughafen-Vorfeld-Betrieb wurden verschiedene Fahrzeuge (weiter)entwickelt, u. a. ein bogengängiger Lift für Großraumflugzeuge und andere Catering-Hubfahrzeuge, auch für Fährschiffe der Vogelfluglinie in Puttgarden.

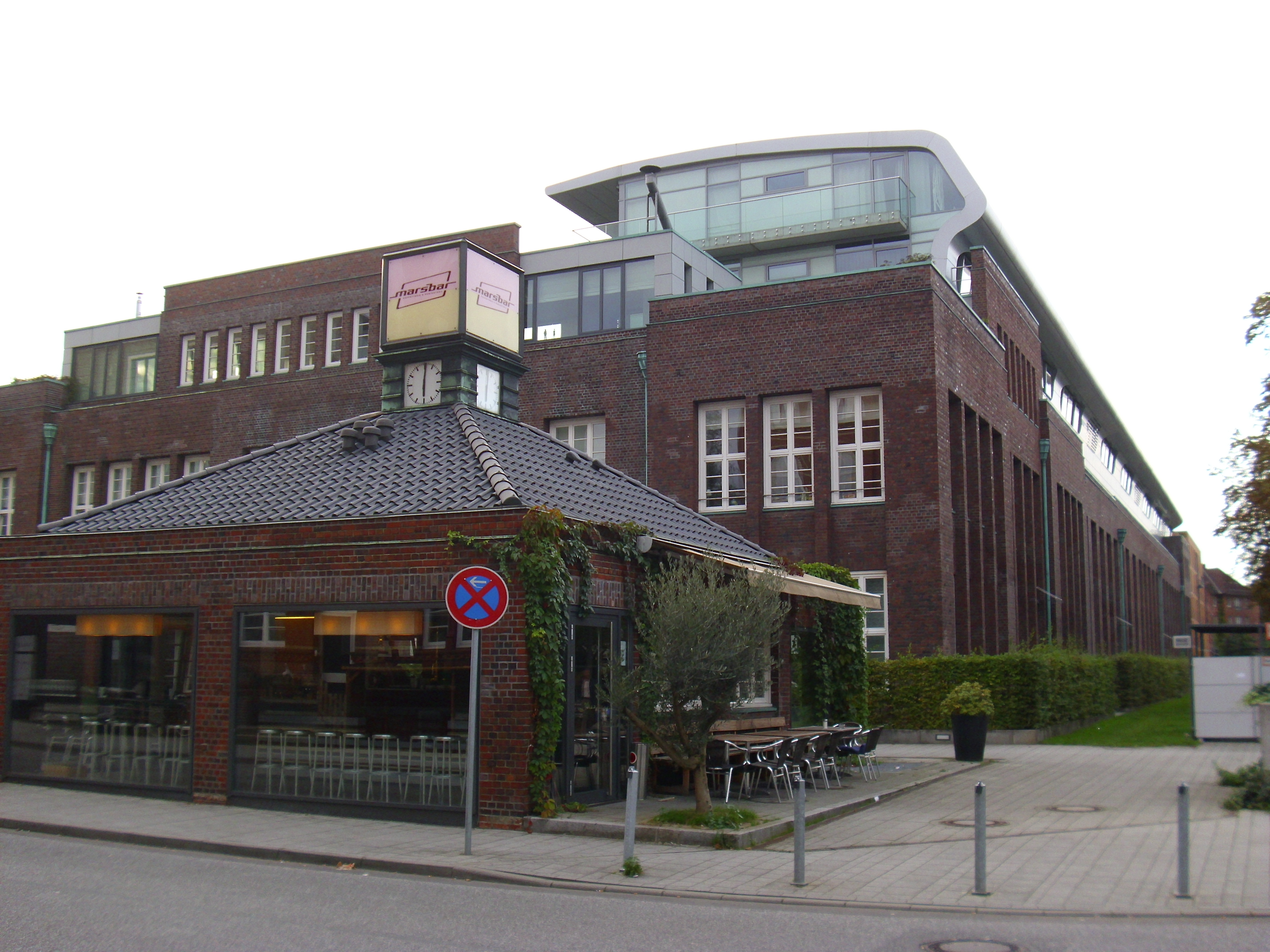
Werkseingang und Werkhalle der 1930er Jahre (heute unter Denkmalschutz)

### Umzug nach Hummelsbüttel
Nach der 1996 erfolgten Übernahme des Betriebs der HHA-Busbetriebshof-Werkstätten fiel 1997 die Entscheidung über den Verkauf des angestammten Geländes an der namensgebenden Straße Falkenried. Am 19. Juni 1998 wurde der Grundstein für eine neue Hauptwerkstatt und das neue Verwaltungsgebäude in Hummelsbüttel am Lademannbogen – beim HHA-Busbetriebshof Grützmühlenweg – gelegt. 1999 erfolgte der Umzug der FFG nach Hummelsbüttel.
In den 2000er Jahren entstanden auf einem Teil des ehemaligen Betriebsgeländes und des ehemaligen Straßenbahnbetriebshofes Lehmweg Eigentumswohnungen und Geschäftsräume, einige der noch erhaltenen Betriebsstätten wurden renoviert und unter Denkmalschutz gestellt.

### Beispiele gefertigter Schienenfahrzeuge
Fahrzeuge für Berlin (in gleicher Form auch von anderen Herstellern geliefert):
- BSt Bauart U3q
- BSt Maximum 24
- GBS Maximum 27
- TF 06/29
- TF 21 S

Fahrzeuge für Hamburg (heute im Bestand des VVM)

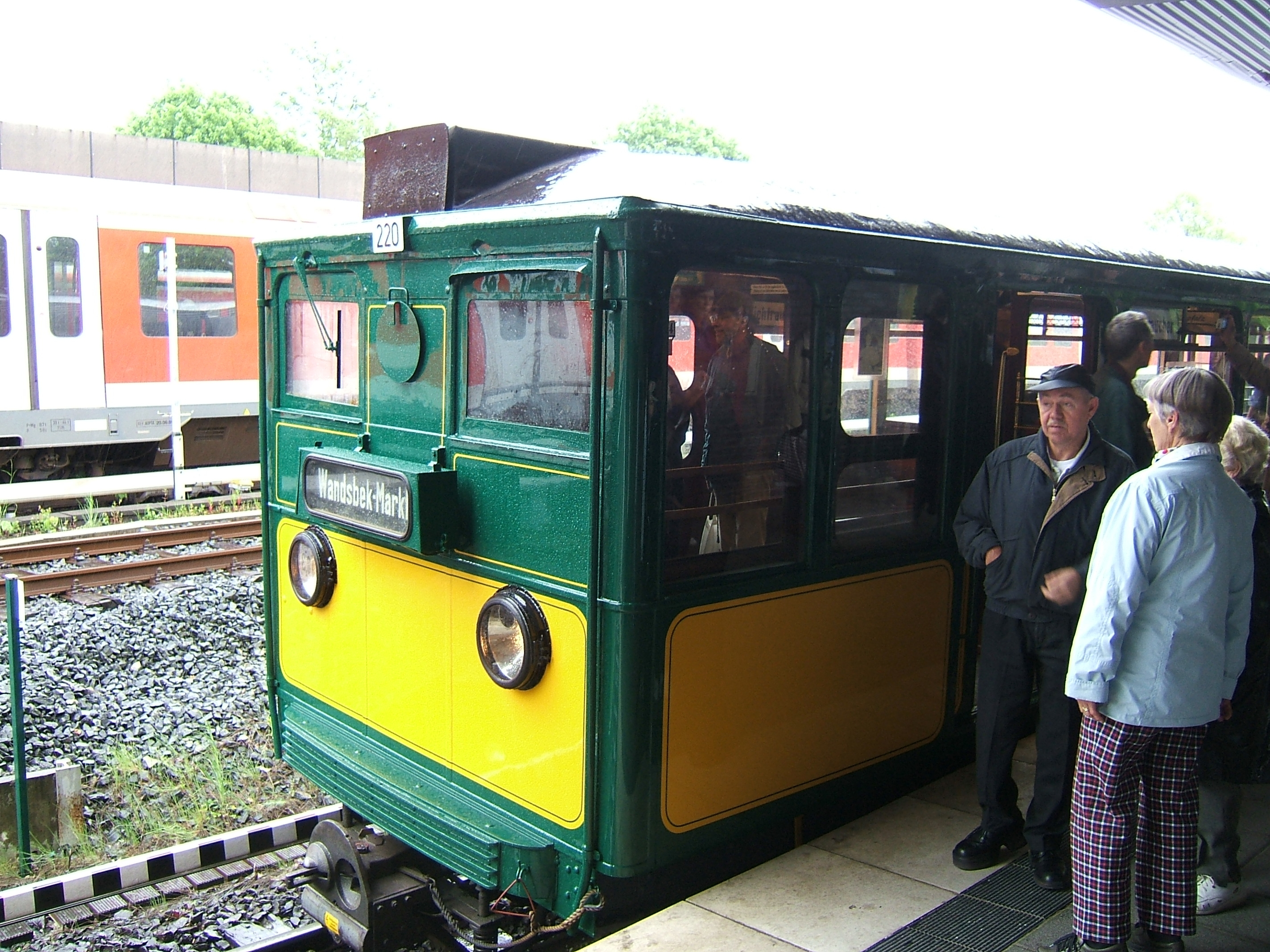
Hamburger U-Bahn-Wagen 220
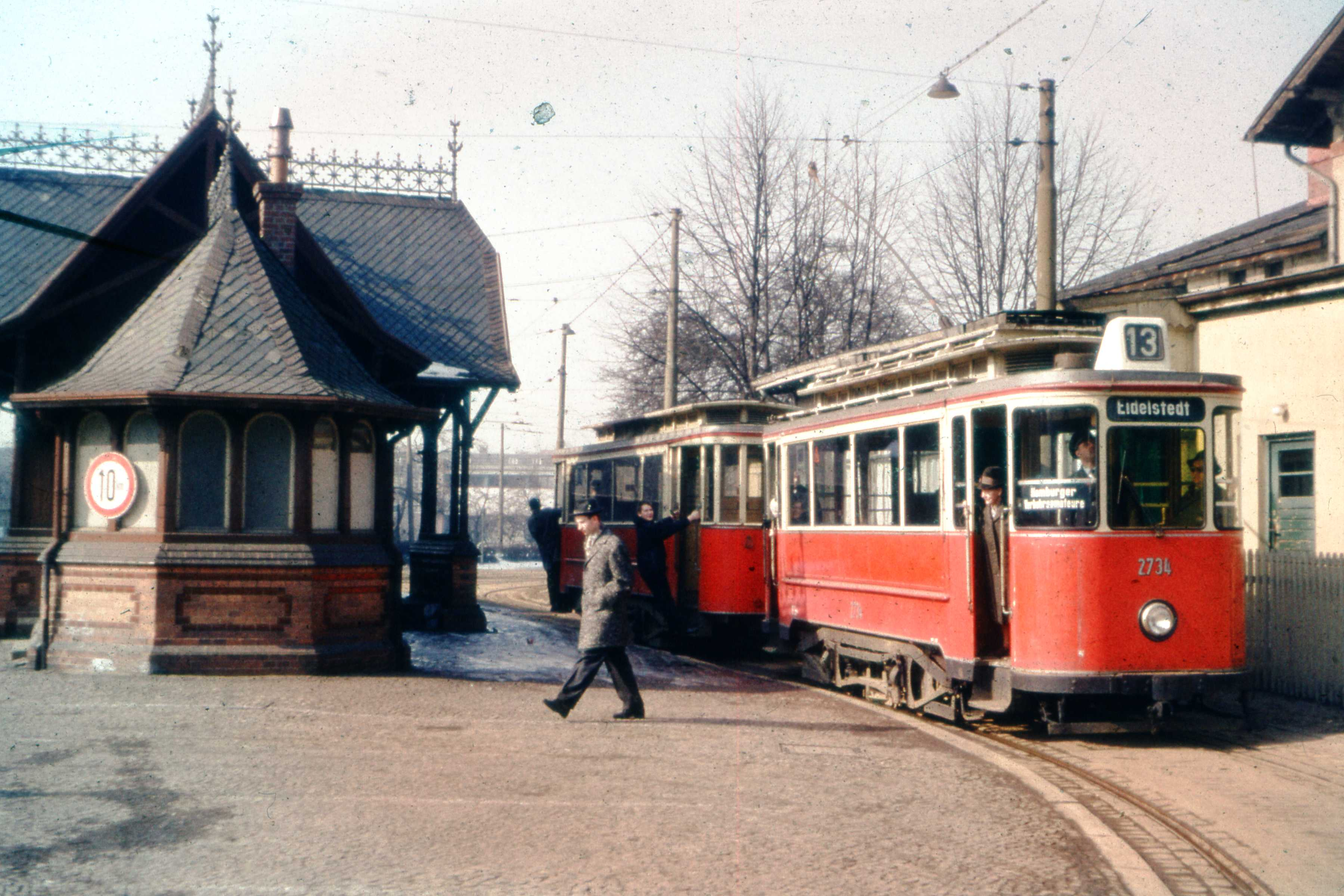
Von Falkenried modernisierter Straßenbahn-Triebwagen Z2 und -Beiwagen Z2B